# 永漢 (劉敬躬)
永漢（えいかん）は、南北朝時代の梁において劉敬躬が建てた私年号。542年。

## 西暦・干支との対照表
| 永漢 | 元年  |
| 西暦 | 542年 |
| 干支 | 壬戌  |